# Sigillata oriental B

Forma 65 de sigillata oriental B

La sigillata oriental B es una clase de terra sigillata oriental altoimperial en diferentes talleres de Asia Menor, de entre los cuales ha sido identificado al menos uno, Trales para la B1. El término fue acuñado por Kathleen Kenyon para diferenciarla de otras clases de sigillata fina producidas en el Mediterráneo Oriental. La producción de este tipo de cerámica se divide en sigillata oriental B1 (ESB1) y B2 (ESB2), que no obedece a un continuo cronológico, sino a la diferenciación de dos grupos de pasta.

## Investigación
La sigillata oriental B (inglés: Eastern sigillata B) fue un término acuñado por Kathleen Kenyon en 1957 para corregir la nomenclatura habitual que se utilizaba para referirse a estas cerámicas, Samian A y B (i.e. terra sigillata sudgálica A y B). La tipificación actual de esta clase de cerámica fue obra de John W. Hayes en 1985, que dividió ambos subgrupos en 71 tipos, a pesar de que existen más sin clasificar.

## Características
La pasta cerámica se caracteriza por una matriz de arcilla naranja rojizo con gran cantidad de mica. El barniz es muy variable y se presenta de forma reluciente -similar al de la terra sigillata itálica- o opaca e, incluso, de forma reducida.

## Historia
Esta clase cerámica comenzó a producirse en época augústea, entre el 20 a. C. y el cambio de era. Su fabricación cesó en un momento de la década de 150, aunque perdura en el registro arqueológico en estratos del siglo III. Tan solo se sabe que al menos algún taller debió de estar situado en la ciudad de Trales/Caesarea al haberse encontrado sellos con la inscripción EKKAI/CAPHΣ, si bien existen dudas al respecto. Otros talleres podrían haberse desarrollado en Éfeso. El inicio de estos talleres se ha querido relacionar con la llegada de alfareros de Arezzo a Asia Menor, como Quintus Pompeius Serenus o Caius Sentius.